# Elemy Sándor
Elemy Sándor (Németújfalu, 1842. december 25. – Temesvár, 1897. március 3.) magyar kántor, zenepedagógus, állami népiskolai tanító, szakíró, a szigetvár-vidéki tanítóegyletet első elnöke.

## Élete
Németújfalu (ma: Kétújfalu) községben született 1842. december 25-én Elemy György helybéli kántortanító, jegyző és Gruber Örzse gyermekeként. Gimnáziumi tanulmányait Pécsett és Kaposvárott végezte, ezután egy évig édesapja mellett szülőfalujában mint tanítógyakornok működött. 1859-ben a pécsi tanítóképzőbe lépett, hol 1861-ben a főelemi iskolákra tanítóképesítő oklevelet nyert. Ezt követően 1865-ig édesapja mellett segédtanító, azután pedig kinevezett rendes kántortanító volt. 1869-ben többek közreműködésével megalakította a szigetvár-vidéki tanítóegyletet, melynek első elnökévé megválasztották. Ugyanazon évben báró Eötvös József vallás- és közoktatásügyi miniszter által a népiskolaügy tanulmányozása végett Bajorországba küldetett. 1875-ben a temesvári állami népiskolához nevezték ki állami tanítónak. 1876-ban a dél-magyarországi tanítóegylet közgyűlésén ő tartotta az első magyar értekezést. Az 1879-től 1882-ig fennállott Dél-magyarországi Tanítóegylet Közlönyének szerkesztője volt. Temesváron hunyt el 1897. március 3-án.

## Szakírói munkássága
Több kritikai cikket írt a Tanodai Lapokba, a Néptanodába és más szaklapokba. Írói álnevei: Sándor József, Csetneky Gábor (Dél-magyarországi Tanítóegylet Közlönye 1880/2), Somogyi Sándor.

## Emlékezete
- Nevét őrzi az Elemy Sándor Művelődési Ház és Könyvtár Kétújfaluban.

## Művei, írásai (válogatás)
- A magyar hangfokozat és még valami. In: Zenészeti L. 1862. ápr.
- Magyar zeneirodalmi régiség (Gáti István zongoraiskolájáról). In: Zenészeti L. 1862. jún. 19.
- Igénytelen nézetek katholikus egyházi zenénk emelésének érdekében. In: Zenészeti L. 1863. ápr.
- A népiskola hamupipőkéi. Kritikai eszmetöredékek a népiskolai oktatás köréből. Temesvár, 1890.
- Az írva-olvasás tanmódszere kritikai világításban. Temesvár, 1894.